# اپل‌جک (نوشیدنی)

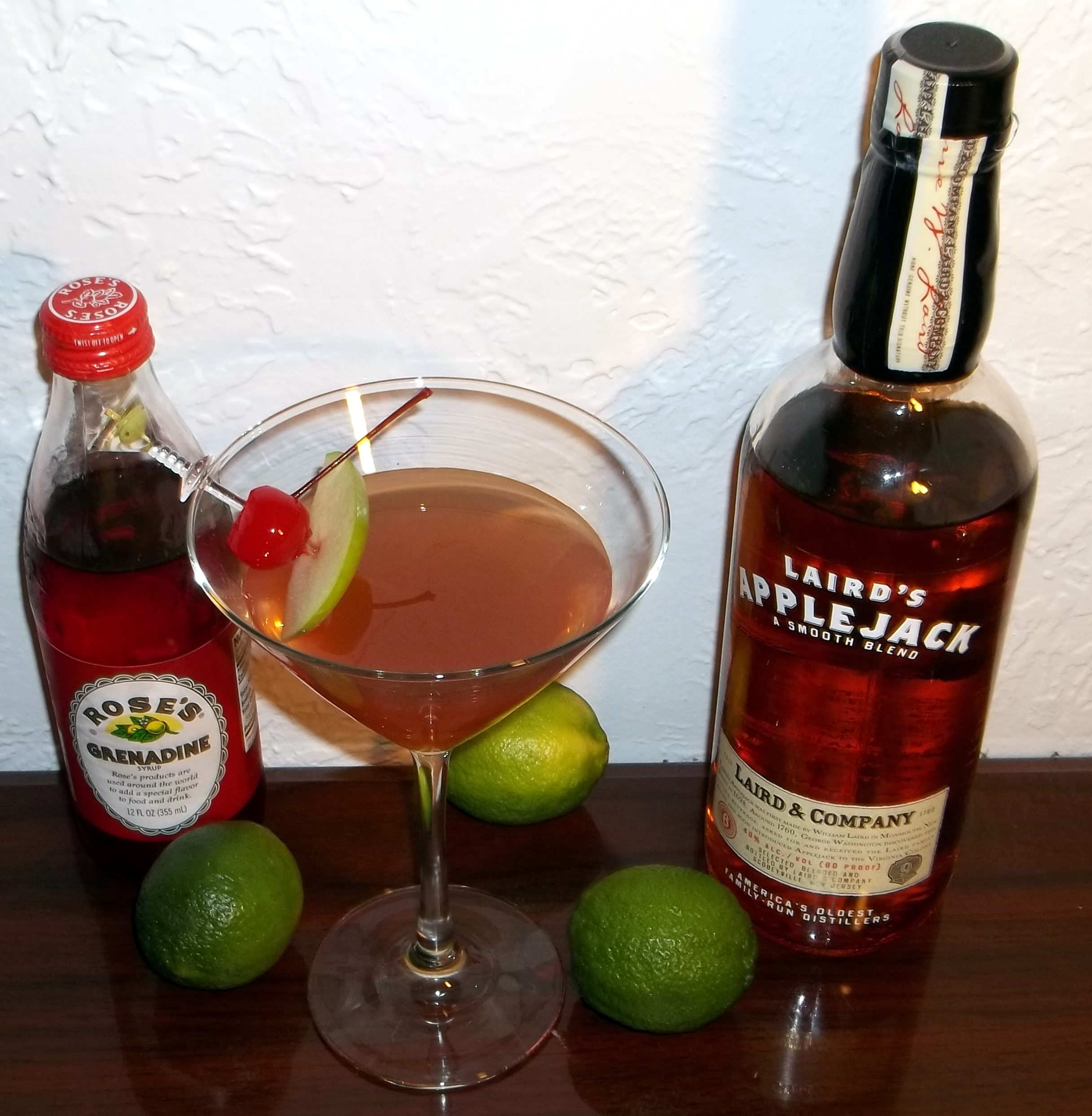
یک بطری اپل‌جک به همراه کوکتل آن.

اپل‌جک، (به انگلیسی: Applejack) نام گونه‌ای نوشیدنی الکلی است که از میوه سیب تهیه می‌شود و در کشور ایالات متحده آمریکا طرفدار دارد.
این نوشیدنی از تقطیر شراب سیب به دست می‌آید.